# Scoliacma nana
Espèce
Synonymes
- Lithosia nana Walker, 1854[1]
- Scoliacma orthothoma Strand, 1922[1]
- Scoliacma orthotoma Meyrick, 1886[1]
- Tigrioides spilarcha Meyrick, 1886[1]

Scoliacma nana est une espèce de lépidoptères (papillons) de la famille des Erebidae et de la sous-famille des Arctiinae. Elle est endémique d'Australie.

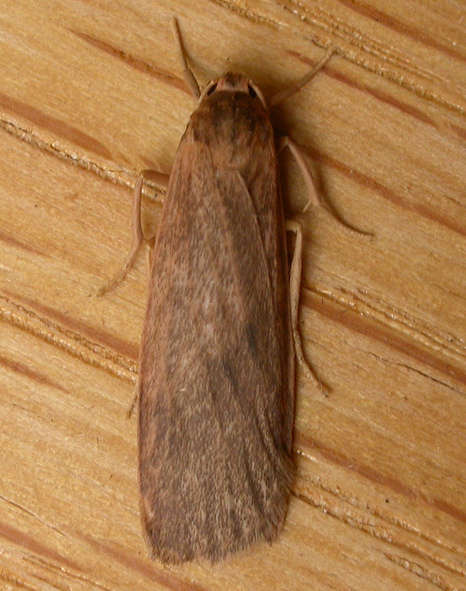
Imago en vue de dessus.